# Hôtel de Toulouse
Hôtel de Toulouse (též Hôtel de La Vrillière) je městský palác v Paříži ze 17. století. Nachází se v Rue La Vrillière v 1. obvodu a slouží jako hlavní sídlo francouzské centrální banky (Banque de France). Palác byl v roce 1926 zanesen na seznam historických památek. 

## Historie
Hôtel de Toulouse byl postaven v letech 1634 až 1640 podle plánů architekta Françoise Mansarta pro Ludvíka I. Phélypeaux de La Vrillière (1598–1681). Stavitel nechal pro svou uměleckou sbírku postavit galerii dlouhou 40 metrů. V roce 1705 jeho vnuk Ludvík II. Phélypeaux de La Vrillière (1672–1725) prodal budovu bohatému výběrčímu daní Louisi Raullin-Rouillé. V roce 1713 jeho vdova prodala městský palác Ludvíkovi Alexandrovi Bourbon, hraběti z Toulouse, nemanželskému synovi Ludvíka XIV. a Madame de Montespan. Palác se poté nazýval Hôtel de Toulouse a přestavěl ho královský architekt Robert de Cotte. V roce 1737 zdědil městský palác Ludvík Jan Maria Bourbonský, který o něj v roce 1793 přišel konfiskací. Nejprve sloužil Národní tiskárně (Imprimerie nationale) a od roku 1808 zde má hlavní sídlo Banque de France. V 19. století došlo k mnoha stavebním změnám a na pozemku byly postaveny další budovy.

## Galerie dorée
Galerie dorée (francouzsky zlatá galerie) se dochovala, přestože byla za hraběte z Toulouse přestavěna. Galerie navržená ve stylu francouzského baroka má zlacené dřevěné obložení a deset velkých obrazů. V galerii dorée, kterou lze navštívit, bylo natočeno několik scén pro celovečerní filmy, např. Tous les matins du monde (1991), Vatel (2000) nebo Marie Antoinette (2006).